# Zhoubné pátrání
Zhoubné pátrání (v originále Mortelle Randonnée) je francouzský hraný film z roku 1983, který režíroval Claude Miller podle stejnojmenného románu Marca Behma. Snímek měl světovou premiéru 9. března 1983.

## Děj
Beauvoir pracuje v detektivní kanceláři madame Schmitt-Boulangerové. Před lety se rozvedl a od té doby už nikdy neviděl svoji dceru Marii. Během své práce se seznámí s Catherine Leirisovou, labilní mladou dvacetiletou ženou, která vraždí a okrádá bohaté muže. Rozhodne se ji ochránit a následuje ji na její vražedné cestě z Monte-Carla do Biarritzu, z Bruselu do Říma, z Baden-Badenu do Seine-Saint-Denis.

## Obsazení
| Michel Serrault    | Louis Beauvoir                                                                                          |
| Isabelle Adjaniová | Catherine Leiris / Lucie Brentano / Ève Granger / Dorothée Ortis / Ariane Chevalier / Charlotte Vincent |
| Guy Marchand       | bledý muž                                                                                               |
| Stéphane Audranová | Germaine, dáma v šedivém                                                                                |
| Macha Méril        | Madeleine Beauvoir                                                                                      |
| Geneviève Pageová  | Schmitt-Boulangerová                                                                                    |
| Sami Frey          | Ralph Forbes                                                                                            |
| Dominique Frot     | Betty                                                                                                   |
| Patrick Bouchitey  | Michel de Meyerganz                                                                                     |
| Isabelle Ho        | Cora Pallenberg                                                                                         |
| Gilberte Lauvray   | lázeňský host                                                                                           |
| Michel Such        | muž s diplomatkou                                                                                       |
| Jean-Claude Brialy | Voragine                                                                                                |
| Jeanne Herviale    | teta z Vittelu                                                                                          |
| François Bernheim  | Jerry                                                                                                   |
| Philippe Lelièvre  | Paul Hugo                                                                                               |
| Étienne Chicot     | Lerner                                                                                                  |
| Luc Béraud         | policejní inspektor                                                                                     |
| Chantal Banlier    | servírka na diskotéce                                                                                   |
| Serge Berry        | muž, kterému Catherine ukradla auto                                                                     |
| Hervé Claude       | sám sebe                                                                                                |
| Jean-Paul Comart   | číšník                                                                                                  |